# 萊傑伍德 (北卡羅萊納州)
萊傑伍德（英語：Legerwood）是位於美國北卡羅萊納州考德威爾縣的非建制地區。

## 歷史
萊傑伍德的郵局於1911年設立，其後於1960年停運。

## 地理
萊傑伍德所處的海拔為高於海平面393米（即1289英呎），而該地所採用的時區為UTC-5，即北美东部时区（EST）。同時該地設有夏令時間，為UTC-5調快一小時，即UTC-4（EDT）。